# Concord Production
Concord Production Inc. (chinesisch 協和電影公司 / 協和电影公司, Pinyin Xiéhé Diànyǐng Gōngsī, Jyutping Hip6wo4 Din6jing2 Gung1si1) ist ein Filmproduktionsunternehmen.
Die Firma wurde im Jahr 1972 in Hongkong von Bruce Lee (1940–1973) gegründet. Lee und sein Partner Raymond Chow (1927–2018), der Gründer der Produktionsfirma Golden Harvest, sind an dem Unternehmen zu gleichen Teilen beteiligt. Während Bruce Lee die kreativen Entscheidungen verantwortete, war Raymond Chow zuständig für die Verwaltung. Die Produktionsfirma Golden Harvest sorgte für die Filmverwertung. 1976 nach dem Tod von Bruce Lee übernahm Chow Lees Anteile.

## Filmproduktionen
In Koproduktion
- 1972 Die Todeskralle schlägt wieder zu, mit Golden Harvest
- 1972 The Game of Death, mit Golden Harvest[9][10][11]

ein Film der durch den Tod von Bruce Lee unvollendet blieb. Der Film besteht aus rund 30 Minuten Filmmaterial, das 1972 in Koproduktion mit Golden Harvest gedreht wurde. 2019 wurde der Film durch The Criterion Collection neu produziert – Game of Death Redux (2019) – 死亡遊戲 Redux (2019).
- 1973 Der Mann mit der Todeskralle, mit Warner Bros.
- 1973 Bruce Lee: the Man and the Legend, mit Golden Harvest (Dokumentation)

## Vertrieb
Nach der Produktion des Films Die Todeskralle schlägt wieder zu war Bruce Lee einerseits stolz auf das Ergebnis, andererseits war ihm der unterschiedliche Geschmack des asiatischen und westlichen Publikums bewusst, weshalb er ihn nicht im Westen veröffentlichen wollte. Doch nach seinem Tod verkaufte Raymond Chow den Film weltweit, wobei er im Ausland das Logo von Concord Produktion aus dem Vorspann entfernte und nur das von Golden Harvest dort beließ. Während dieser Vertriebsphase nach Lees Tod wurden weder er noch Concord Production im Vorspann und Abspann der Filme Die Todeskralle schlägt wieder zu und Bruce Lee – Mein letzter Kampf als Produzent genannt, nur Raymond Chows Unternehmen Golden Harvest – im Gegensatz zu dem Film Der Mann mit der Todeskralle. Dass Bruce Lee die beiden Filme produzierte, wurde später in verschiedenen Film-Dokumentationen veröffentlicht, auch in Bruce Lee: A Warrior’s Journey. Selbst der alternative chinesische Film Der Mann mit der Todeskralle unterscheidet sich von der ursprünglichen Version, die Warner Bros. produzierte, so dass Raymond Chow als Produzent erscheint.